# G.D. Spradlin
Gervase Duan Spradlin, född 31 augusti 1920 i Pauls Valley, Oklahoma, död 24 juli 2011 i San Luis Obispo, Kalifornien, var en amerikansk skådespelare. Spradlin spelade vid flera tillfällen politiker och höga militärer i amerikanska filmer.

## Filmografi, urval
- 1967 – Will Penny
- 1970 – Zabriskie Point
- 1974 – Gudfadern del II
- 1977 – Generalen
- 1979 – Apocalypse
- 1979 – North Dallas Forty
- 1982 – En sekund före noll
- 1985 - Mot rymden (miniserie)
- 1989 – Den vilda jakten på lyckan
- 1994 – Ed Wood
- 1995 – Canadian Bacon
- 1995 – I sista sekunden
- 1996 – Long Kiss Goodnight